# Dudley Moore presents Concerto!
Concerto! è stato un programma televisivo musicale prodotto dalla ITV e condotto dal comico, attore, musicista, compositore, jazzista e pianista Dudley Moore, sequel del suo precedente programma Orchestra! ed avente lo stesso format del suo programma precedente, perfettamente divertente e celebrazione educativa dell'orchestra. Questa volta ad seguire Moore stesso come conduttore e il direttore d'orchestra americano Michael Tilson Thomas, assieme al flautista e autore James Galway e all'arpista Marisa Robles.

## DVD
Dalla serie, come anche il precedente programma, sono stati tratti dei DVD, contenenti i brani presentati nel programma e che si trovano in questo indirizzo: https://www.discogs.com/Various-Concerto/release/7448125